# Adlullia exitela
Adlullia exitela är en fjärilsart som beskrevs av Collenette 1949. Adlullia exitela ingår i släktet Adlullia och familjen tofsspinnare. Inga underarter finns listade i Catalogue of Life.